# アミノステロイド

パンクロニウム。最初に開発されたアミノステロイド系神経筋遮断薬。

アミノステロイドは、アミノ置換ステロイド核構造を有するステロイド化合物群である。 これらは神経筋遮断薬であり、ニコチン性アセチルコリン受容体（nAChR）の競合的アンタゴニストとして作用し、神経筋接合部におけるアセチルコリンのシグナル伝達を遮断する。これらの薬物には、ヨウ化カンドクロニウム（ヨウ化カンドニウム）、臭化ダクロニウム、ジヒドロカンドニウム、ジピランジウム、マルエチン、臭化パンクロニウム、臭化ピペクロニウム、臭化ラパクロニウム、臭化ロクロニウム、ヨウ化ステルクロニウム、臭化ベクロニウムなどがある。